# Cristian Teodorescu
Cristian Teodorescu (Bucarest, 19 ottobre 1966) è uno scrittore romeno.
Come Senior Scientist presso l'Istituto Nazionale di Fisica dei Materiali di Bucarest-Magurele ha pubblicato numerosi articoli scientifici pubblicati su varie riviste.
Come scrittore ha vinto numerosi premi in Romania per il racconto "Caso 74" (Case 74) e per la pubblicazione di “SF one” (2008) e “SF two” (2010). 
Nel 2013 è candidato al Grand Prix de l'Imaginaire.
È inoltre presidente del club di fantascienza “Solaris” di Bucarest e dal 2014 e presidente della Società Romena di Fantascienza e Fantasy (SRSFF)